# Leoni AG
Leoni este o companie producătoare de cabluri din Germania.
Leoni are în total 53.000 de angajați în 35 de țări și a înregistrat vânzări de 2,9 miliarde euro în 2008.

## Leoni în România
Compania este prezentă și în România, unde produce sârme, cabluri și cablaje pentru industria auto, adică partea electrică a mașinii și este furnizor pentru Automobile Dacia.
Compania deține fabrici în România, la Bumbești Jiu (GJ), Pitești, Bistrița și Arad.
În ianuarie 2009, Leoni a oprit producția fabricii din Mioveni, care avea la momentul respectiv 230 de angajați.
Număr de angajați:
- 2016: 17.000 [5]
- 2010: 2.247 [6]
- 2009: 1.548 [6]

Cifra de afaceri:
- 2010: 73 milioane euro [6]
- 2009: 36,4 milioane euro [6]
- 2007: 328 milioane lei[7]